# حزما

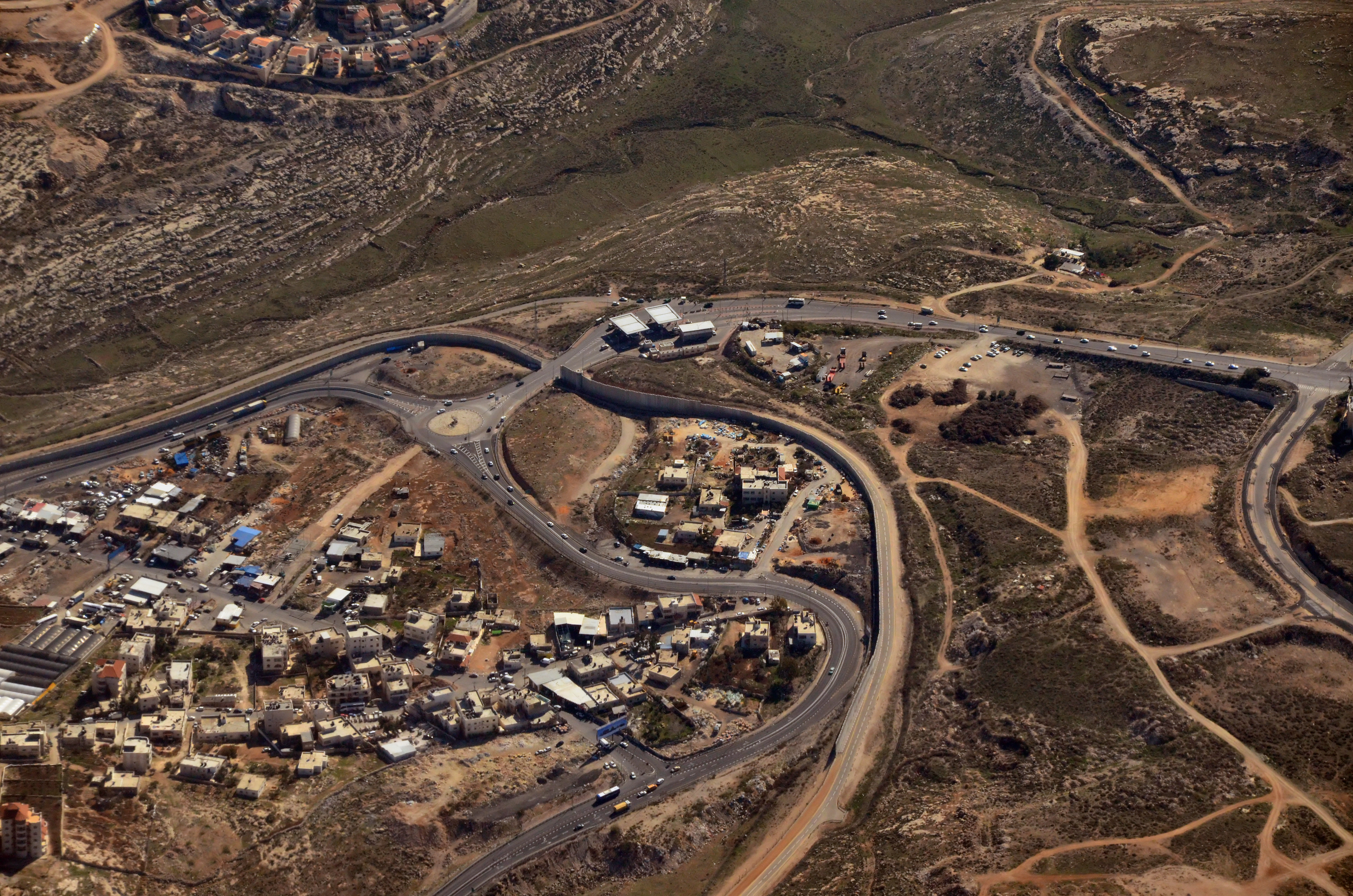
صورة جوية لبلدة حزما

حزما بلده فلسطينية تقع إلى الشمال الشرقي من مدينة القدس.
تبعد عن مركز المدينة 7 كم يصل إليها طريق محلي يربطها بالطريق الرئيسي طوله 6 كم ترتفع عن سطح البحر 680م.
تحتل هذه البلدة موقع إستراتيجي في محافظة القدس تقع البلدة في المنطقة الفاصلة بین شمال الضفة الغربية، وجنوبھا.

## المساحة والسكان
تبلغ مساحة أراضيها الأصلية 10,438 دونماً.أمّا اليوم، فيسكن حزما ما يقارب 10 آلاف فلسطيني.

### أعلام ملحوظة
- ماجد الحلو، رئيس هيئة التقاعد الفلسطينية.

## المنشآت

### المساجد
في قرية حزما ثلاثة مساجد رئيسية 1- عمر بن عبد العزيز (القديم ) ، 2- مسجد جعفر بن أبي طالب،3- مسجد الحسين
إضافة إلى مصلى التابعين في مدخل القرية.

### المدارس
في القرية أربع مدارس حكومية (اثنتان للذكور واثنتان للإناث)
ومدرستان خاصتان، إضافة إلى عدد من رياض الأطفال.

## الحدود[5]
تحدّها القرى والبلدات التالية:
- من الشمال جبع.
- من الغرب بيت حنينا.
- من الجنوب عناتا.
- من الشرق أيضاً جبع.

## سبب التسمية
تتعددّ تأويلات معنى اسم حزما، إذ يرُجع أهالي القرية معناها إلى العزيمة والحزم وقوة الإدارة، بينما يرجّح الباحث ناصر الدين أبو خضير أنّ مبنى اسم قرية "حزما" آراميّ، ويفسّر ذلك بقوله إنّه ينتهي "بفتحة طويلة تدلّ على تعريف المفرد المذكّر، فقد تكون مأخوذة من العربيّة، من كلمة "حزم"، وهو المكان المرتفع عن الأودية الكثير الحجارة، وهو ما يلائم المكان؛ إذ تحُيط بالقرية الأحزمةُ الصخريةّ من كل جانب، وفي الجزيرة العربية أمكنة عديدة تحمل اسم "حزم"، بمعنى المرتفع المليء بالحجارة الغليظة، ومنه  حزيم الطّور  في العامية الفلسطينية ، وهو ما يؤكد الهوية العربيةّ لاسم المكان.

## مؤسسات ونشاطات
يوجد مؤسسات ونذكر منها مؤسسة سوا ومقرها في منتصف البلدة، ومن المؤسسات الفاعلة في قرية حزما، جمعية الشبان المسلمين وهي جمعية كشفية شبابية اجتماعية، إضافة إلى نادي شباب إسلامي حزما (ثقافي،رياضي، اجتماعي) .
وفي الجانب الرياضي هناك فريق كرة قدم مميز على الصعيد المحلي وفريق آخر للناشئين.

## شهداء قرية حزما
قدمت قرية حزما كغيرها من القرى الفلسطينية ثلّة وكوكبة من أبنائها ومنهم: محمد عبد العزيز الحلو.  خالد محمد عسكر . رامي عبد الفتاح مطاوع.  محمود عبد الجواد اسعيد. أحمد صالح الحلو. تحرير سليمان عسكر. حيدر جدوع كنعان.  ثابت محمود صلاح الدين وشقيقه مؤيد صلاح الدين الذي استشهد عام 2001 وبقيت جثته محتجزة إلى ان تم دفنه بتاريخ 24/2/2014 في القرية.